# شاهد آفریدی
شاهد آفریدی شاهدآفریدی «صاحب زاده محمد شهیدخان آفریدی» شناخته شده به نام دال خور شاهد آفریدی (به اردو: شاهدآفریدی؛ پشتو: شاهد اپریدی؛ یا Boom Boom Afridi) یک کریکت باز حرفه‌ای پاکستانی است.
وی کاپیتان فعلی تیم ملیT20 پاکستان و پیشاور Zalmi است و به عنوان یک افسانه در کریکت پاکستان و قهرمان در تمام دوران شناخته می‌شود. او در مسابقات مختلف جوایز بسیاری را کسب نموده است.
"شاهد آفریدی" زاده ۱ مارس ۱۹۸۰ در منطقه خیبر از مناطق قبیله‌ای فدرالی پاکستان و از طایفه آفریدی از پشتونها و پسر عموی "جاوید آفریدی" مدیر عامل شرکت "Haier" پاکستان است. همسر آفریدی به نام "نادیا" اهل استرالیا است و چهار فرزند دختر از وی دارد.

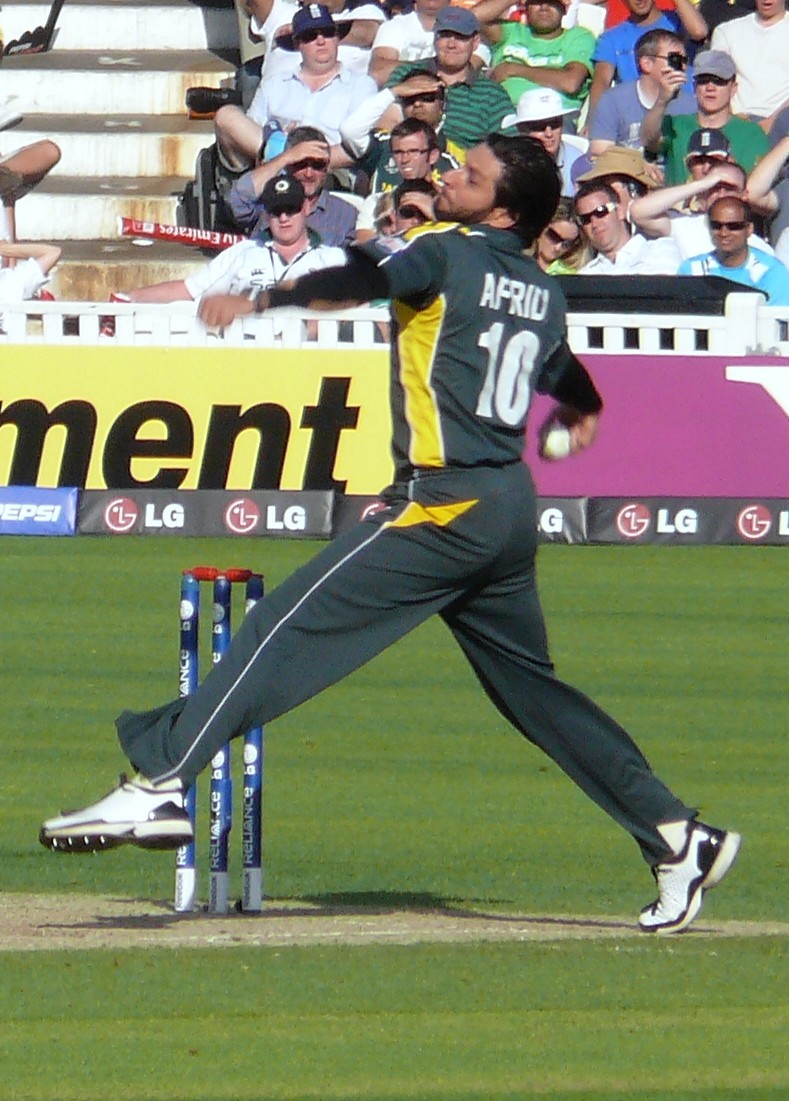

## مسابقات
| نتایج آفریدی در مسابقات بین‌المللی | نتایج آفریدی در مسابقات بین‌المللی | نتایج آفریدی در مسابقات بین‌المللی | نتایج آفریدی در مسابقات بین‌المللی | نتایج آفریدی در مسابقات بین‌المللی | نتایج آفریدی در مسابقات بین‌المللی | نتایج آفریدی در مسابقات بین‌المللی |
| --------------------------------- | --------------------------------- | --------------------------------- | --------------------------------- | --------------------------------- | --------------------------------- | --------------------------------- |
|                                   | بازی                              | برد                               | Lost                              | Drawn                             | Tied                              | No result                         |
| Test                              | ۲۷                                | ۹                                 | ۹                                 | ۹                                 | ۰                                 | –                                 |
| ODI                               | ۳۹۸                               | ۲۱۸                               | ۱۷۰                               | –                                 | ۱                                 | ۹                                 |
| T20I                              | ۸۰                                | ۴۸                                | ۳۱                                | –                                 | ۱                                 | –                                 |

## جوایز
| سال  | جایزه             | دسته                      |       |
| ---- | ----------------- | ------------------------- | ----- |
| 2007 | جایزه لوکس استایل | Most Stylish Sportsperson | برنده |
| 2011 | جایزه لوکس استایل | Most Stylish Sportsperson | برنده |